# آيت بن علي (مرازيك)
آيت بن علي هو دُوَّار يقع بجماعة تكاط، إقليم الصويرة، جهة مراكش آسفي في المملكة المغربية. ينتمي الدوّار لمشيخة مرازيك التي تضم 7 دواوير. يقدر عدد سكانه بـ 635 نسمة حسب الإحصاء الرسمي للسكان والسكنى لسنة 2004.

## وصلات خارجية
- البوابة الوطنية للجماعات الترابية
- المندوبية السامية للتخطيط